# Salomé Ureña
Salomé Ureña, född 1850, död 1897, var en dominikansk poet och utbildningspionjär.
Hon debuterade som diktare 1867. Hon var en uppmärksammad diktare i sin samtid, med en poesi som fokuserade på patriotism och familjemiljö. 
Hon gifte sig 1880 med politikern Francisco Henríquez y Carvajal. 
Hon är känd som en pionjär för utbildning för kvinnor på Dominikanska republiken. Med hjälp av sin politiker-make kunde hon 1885 öppna den första skolan som erbjöd utbildning för kvinnor över grundskolenivå i landet, Instituto de Señoritas. 